# 地位の非一貫性
地位の非一貫性（ちいのひいっかんせい, Status inconsistency）とは、各種の社会的資源の保有量が、すべて多いわけではなく、収入が高くても学歴は低いなど、一貫しない状況のこと。あるいは、個人の社会的位置が、社会的地位に対して、正と負の両方の影響を持つことである。例えば、教師とは、肯定的な社会的イメージ(尊敬、威信 respect, prestige) を持つので地位の上昇につながるが、収入は少なく地位の低下につながる。地位の非一貫性とは、個人が複数の地位にある状況ともいえる。これは社会学における重要な研究テーマの1つである。
日本では、例えば教員は学歴が高いが政治的影響力を持たず、自営業者は学歴が低いが、資産や人間関係は多いなど、非一貫性が大きいと言われる（富永の参照）。社会的地位、あるいは社会階層は、各種の社会的資源の保有量により、多次元的かつ連続的に測定することが普通である。何らかの社会的資源を多く持つほど社会的地位が高いとされる。しかし日本の場合、学歴が高い人が、収入や資産も多く、地域での人間関係も多いなど、各種の資源保有量が、必ずしも一貫しているわけではない。この非一貫性の大きさは、日本において社会階級が意識されにくい理由の1つともいえる。非一貫性の大きい中流層が減少し、今後日本でも二極化が進めば、階級社会に近い状態になるといえる。